# Ребелль

Ребелль (нем. Rebell — мятежник) — союз марксистско-ленинской молодёжи Марксистско-ленинской партии Германии.
Возник летом 1992 года из слияния Союза рабочей молодёжи (марксистско-ленинской) (AJV/ML) и Марксистско-ленинского союза учеников и студентов (MLSV). Согласно собственным данным, «Ребелль» представлен в 53-х городах. К нему также присоединилась детская организация МЛПГ под названием «Красные лисы» («Rotfüchse»), которая открыта для приёма детей уже с 6 лет.
Средний возраст членов союза молодёжи составляет 16,4 лет.
Так как в МЛПГ организационным принципом является демократический централизм, «Ребелль» находится под непосредственным политическо-идеологическим руководством МЛПГ, однако является формально самостоятельной организацией с собственной организационной структурой.

## Международные связи
Ребелль поддерживает связи с молодёжной организацией РКСМ(б) в России.

## Члены правления Ребелль
- Юлия Эксле (Штутгарт)
- Ханнес фон Пенц (Вильгельмсхафен)
- Марио Люпке (Магдебург)
- Мартина Шталлайкен (Эссен)
- Карстен Циммер (Бохум)
- Нина Брандт